# Éric Atlan
Pour les articles homonymes, voir Atlan.
 (mai 2010).
Si vous disposez d'ouvrages ou d'articles de référence ou si vous connaissez des sites web de qualité traitant du thème abordé ici, merci de compléter l'article en donnant les références utiles à sa vérifiabilité et en les liant à la section « Notes et références ».
Éric Atlan est un réalisateur, scénariste, romancier, compositeur et producteur de cinéma français, né le 29 mai 1962 à  Paris 12e. Il est notamment producteur délégué du film Les Démons de Jésus.

## Prix de la Fondation Hachette Jeune Producteur
En 1991, il est Lauréat de La Fondation Hachette - Jeune Producteur de moins de 30 ans, parrainé par Jean-Paul Rappeneau et avec comme membres du jury : René Cleitman, Jean-Paul Giannoli, Jean-Michel Frodon, Bertrand de Labbey, Jacques Weber et Philippe Carcassonne. Ce prix de 300 000 francs lui permettra de transformer la structure Clara Films en société de production de long-métrage et s'associera notamment avec Philippe Bedrossian, directeur de production, Pascal Pestel, administrateur de production et Marie Le Séviller, comédienne.

## Producteur puis réalisateur et compositeur
Éric Atlan est simultanément producteur, réalisateur et compositeur de Mystery Troll et Mortem (dont il partage la composition avec Marc Bercovitz). Il sortira un album chez Wagram Music avec l'éditeur Jean Davoust.
- « Mortem Critique Journal Le Monde »,

Puis il initie deux productions avec Bolloré Production et participe à l'adaptation de Little Capone en 2004, au succès modéré, et Le Réveil des Golems.
En 1980, Éric Atlan rencontre le poète et écrivain Philippe De Miomandre avec lequel il écrit son premier long-métrage, Impasse du Rêve.
En 1998, il rencontre Marie-Claude Dazun qui deviendra sa compagne d'écriture.

## Filmographie
P : Producteur - R : Réalisateur - CoA :  Coauteur - C : Compositeur - M : Monteur
- 1988 : La Rue ouverte (Court métrage) de Michel Spinosa.
- 1990 : Adrénaline le Film's : Coproducteur
- 1992 : El Fatha (court métrage) de Rachida Krim
- 1993 : Le Condamné (Court métrage) de Xavier Giannoli
- 1993 : Parano d'Alain Robak, Yann Piquer, Anita Assal, John Hudson et Manuel Flèche : Coproducteur
- 1993 : Barbes, la nuit (Court métrage) de Michel Pouzol
- 1994 : Terre Sainte (Court métrage) de Xavier Giannoli
- 1994 : Marie-Louise ou la Permission de Manuel Flèche, coproduit avec Gérard Louvin - Glem Films, producteur associé André Farwagi : P et distributeur
- 1995 : Malik le Maudit de Youcef Hamidi : P et distributeur
- 1995 : Tintin la Crique de Rodolphe Balaguer : P
- 1995 : Coup de vice de Patrick Lévy, coproduit avec Jacques Arnaud - La Franco American Films, producteur associé Laurent Brochand : P
- 1996 : Les Démons de Jésus de Bernie Bonvoisin, coproduit avec M6 Films, producteur associé André Farwagi : P
- 1997 : Sous les pieds des femmes de Rachida Krim, coproduit avec Brigitte Azoulay - Borromée Production et André Farwagi : P
- 1999 : Les Grandes Bouches de Bernie Bonvoisin, coproduit avec Polygram, M6 Films et SDP Films, producteur associé André Farwagi : P
- 2001 : Mystery Troll, produit avec Joseph Afflalo (AS3i) : P - R - CoA - C
- 2006 : Little Capone, coproduit avec Bolloré Production, producteurs associés William Poupaert et Thierry Miranne : P - R - CoA - C
- 2008 : Le Réveil des Golems de Armand Geiger, coproduit avec Bolloré Production, producteurs associés William Poupaert et Thierry Miranne : P
- 2009 : Testostérone de Pierre-Loup Rajot : P
- 2009 : Dans sa bulle de Pierre-Loup Rajot : P
- 2009 : 2009 L'Odyssée du Jurassique d'Éric Atlan : P - R
- 2010 : Mortem d'Éric Atlan : P - R - C
- 2018 : Il était une fois... DUMPY TOYS, Les Aventures du Capitaines Jimmy Crochu d'Eric Atlan : P - R - CoA - C

### Court métrage
- Tv Buster d'Anita Assal et John Hudson avec Ged Marlon, Clémentine Célarié et Jean-Marie Maddedu.
- Une femme pour l'hiver de Manuel Flèche.

### Théâtre
- 2009 : À la Vie ! adaptation théâtrale du film À la vie, à la mort ! de Robert Guédiguian, mise en scène de Pierre-Loup Rajot écrit par Jean-Louis Milesi: P

### Séries télévisées
- 2010 : Blacksheep Forever : P

## Publication
- Mortem, avec Marie-Claude Dazun, Paris, Éditions Intervalles, 2012, 303 p.  (ISBN 978-2-916355-75-7)
- Les incroyables aventures de Baba Wildy, Edition Sister and Brother, 2018, 280 p. (ISBN 978-2-9563340-0-2)